# 枋野駅

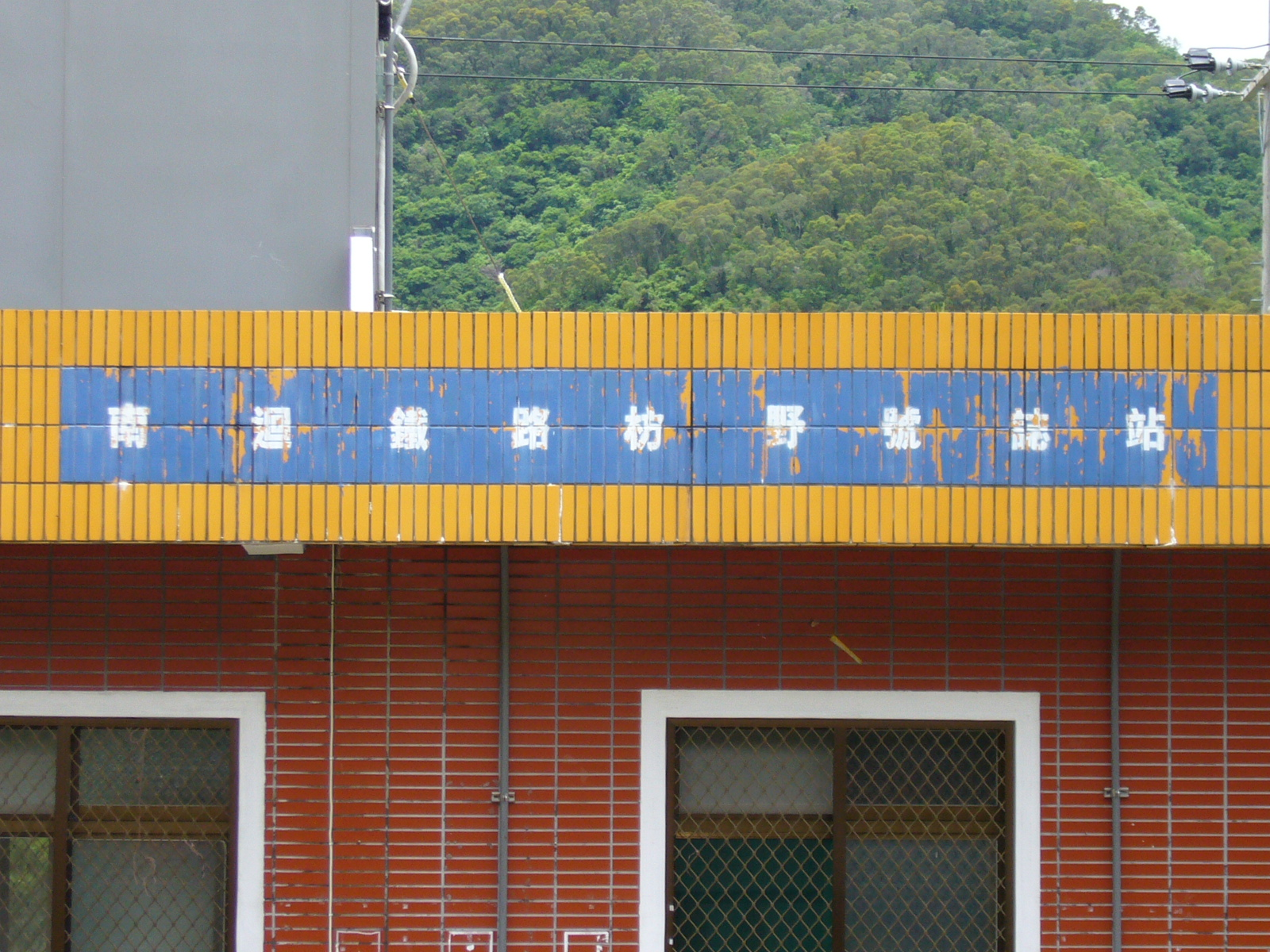
南廻線枋野駅。

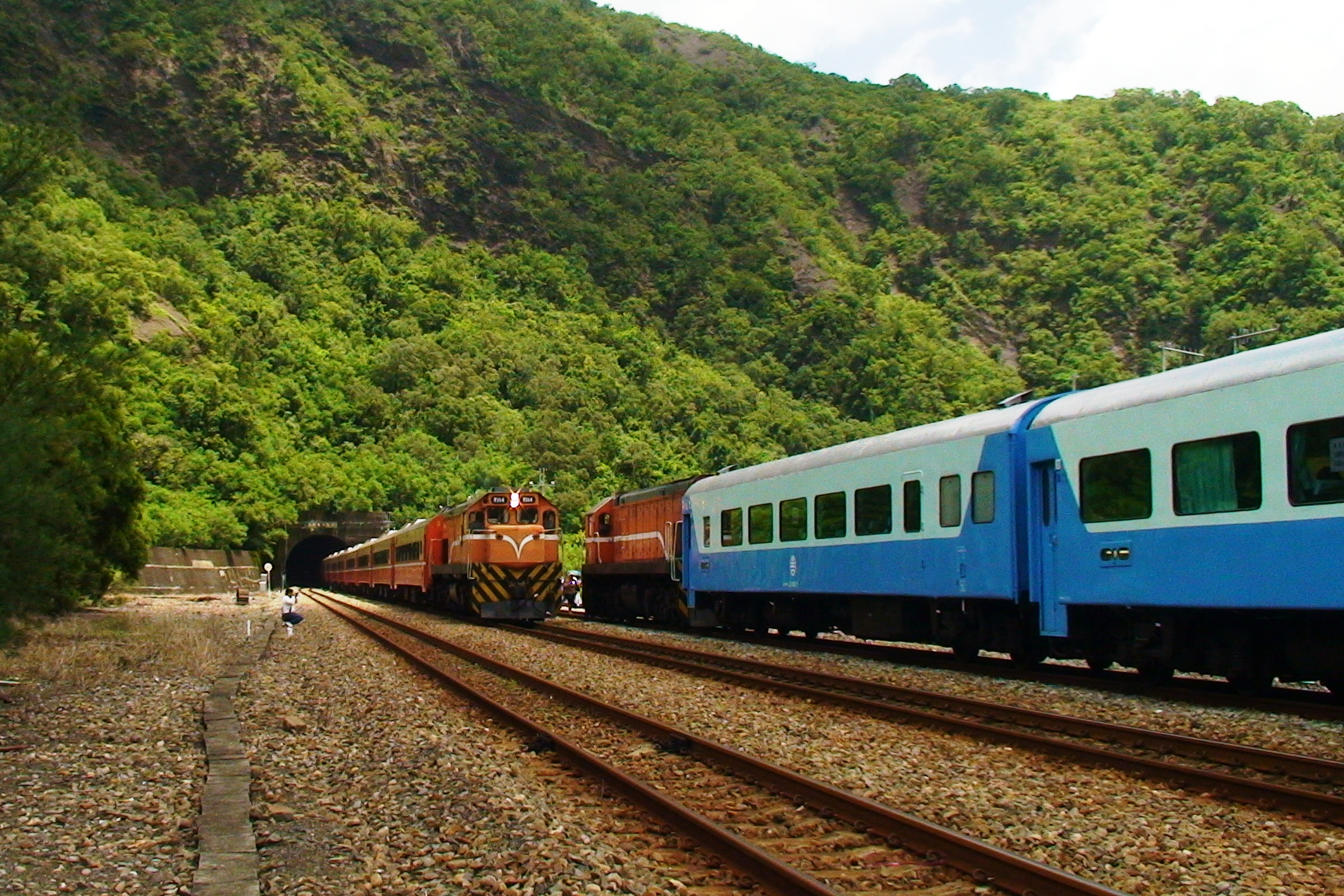
枋野駅での列車交換。

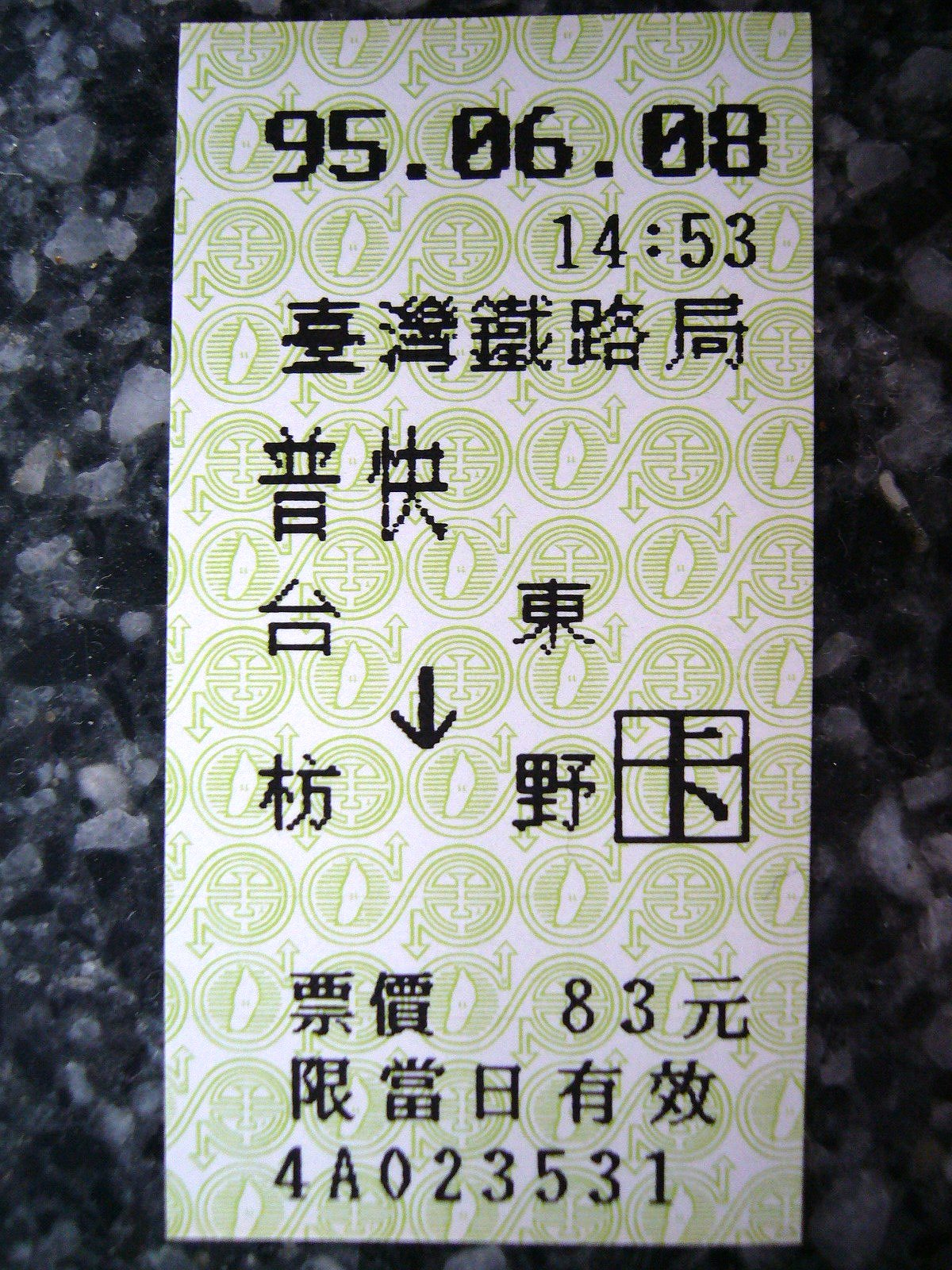
台東から枋野までの切符。

枋野駅（ほうやえき）は台湾屏東県獅子郷にある台湾鉄路管理局南廻線の信号場を兼ねた駅。

## 歴史
- 1992年10月5日 - 設置[3]。

## 構造
- 保守作業員の詰所があり、有人の信号場となっている。またそのため、係員の通勤目的で1日に上下の普通車が各2本ずつ臨時停車する。
- プラットホームはなく、乗降には梯子を用いる。
- 列車交換のための信号場でもある。
- 山からの強風による事故を防止するため近辺の枋野2号橋梁に風速計が設置されている。風速が毎秒25メートルを上回ったときは運休となる。
- 中央信号場の制御も当駅で行っている。
- 台東駅の乗車券自動販売機には「枋野駅」のボタンがあり、乗車券を買うことができる。

## 利用状況
年別利用推移は以下のとおり。
| 年   | 年間 | 年間  | 年間   | 年間   | 1日平均 | 1日平均 |
| 年   | 乗車 | 下車  | 乗降計 | 出典   | 乗車    | 乗降計  |
| ---- | ---- | ----- | ------ | ------ | ------- | ------- |
| 1992 | 0    | 2,256 | 2,256  | [ 4 ]  | 0       | 32      |
| 1993 | 0    | 45    | 45     | [ 5 ]  | 0       | 0       |
| 1994 | 0    | 1,075 | 1,075  | [ 6 ]  | 0       | 3       |
| 1995 | 0    | 5,299 | 5,299  | [ 7 ]  | 0       | 15      |
| 1996 | 0    | 3,327 | 3,327  | [ 8 ]  | 0       | 9       |
| 1997 | 0    | 2,023 | 2,023  | [ 9 ]  | 0       | 6       |
| 1998 | 0    | 116   | 116    | [ 10 ] | 0       | 0       |
| 1999 | 0    | 2     | 2      | [ 11 ] | 0       | 0       |
| 2000 | -    | -     | 0      | [ 12 ] | 0       | 0       |

## 駅周辺
- 南廻線の深山の中の秘境駅である。
- 枋野1号トンネルと枋野2号トンネルにはさまれている。

## 隣の駅
台湾鉄路管理局
南迴線
枋山駅 - 枋野駅 - 大武駅